# 小蓝雪花
小蓝雪花（学名：Ceratostigma minus）为白花丹科蓝雪花属下的一个种。其种加词“minus”意为“较小的”、“较少的”。